# Confederación Nacional de Funcionarios de Salud Municipalizada

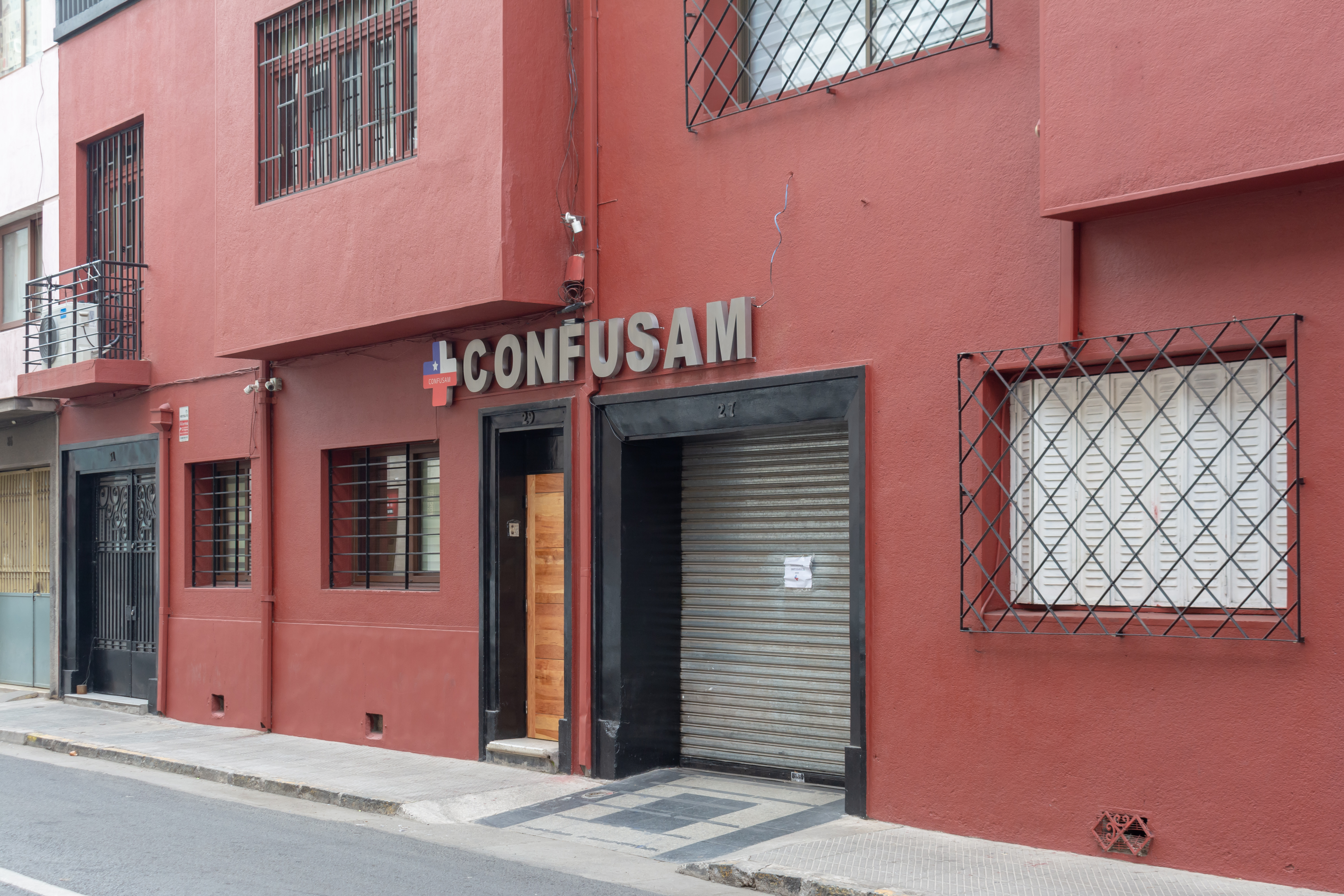
Sede perteneciente a la Confederación Nacional de Funcionarios de Salud Municipalizada.

La Confederación Nacional de Funcionarios de Salud Municipalizada (CONFUSAM) es una organización sindical chilena, que reúne a los trabajadores de la atención primaria municipal de salud.

## Historia
En 1979 se inició una reestructuración del Ministerio de Salud, en la que se creó el Servicio Nacional de Servicios de Salud (SNSS), aún en rigor, a través del decreto ley 2763. En este proceso, durante 1981, comenzó el traspaso de la administración de los establecimientos asistenciales de nivel primario (consultorios), en aquel momento de dependientes de los servicios de salud, a las municipalidades. El proceso continuó hasta 1985, cuando debió detenerse debido a fuertes presiones, aunque este se retomó en 1987, estando al cabo de un año la mayoría de los establecimientos bajo administración municipal. El personal de los consultorios fue recontratado bajo el código del trabajo, perdiendo la calidad de funcionarios públicos y sus derechos adquiridos.
Entre 1984 y 1986, se formaron los primeros sindicatos de trabajadores de consultorios en las regiones V, VIII y Metropolitana, debido a las precarias condiciones laborales existentes bajo la nueva administración. En 1989 se constituyó la Coordinadora Nacional de Trabajadores de Atención Primaria de Salud Municipalizada.
Desde entonces, y hasta 1997, la Coordinadora trabajó por mejorar las condiciones laborales de sus miembros, y el retorno de los consultorios al Ministerio de Salud, realizando congresos y paros nacionales. En 1997 se realizó el Congreso fundacional de la CONFUSAM, continuadora del trabajo de la Coordinadora.
La CONFUSAM aglutina a más de 20 000 trabajadores de la atención primaria municipal, pertenecientes a 22 federaciones a lo largo de Chile.